# Josef Gerke
Josef Georg Gerke auch Josef-Georg Gerke (* 8. September 1909 in Kassel; † 27. April 1977) war ein deutscher Mediziner.

## Leben
Gerke studierte Medizin und Zahnmedizin. Von 1934 bis 1937 gehörte er der SA an, zum 1. Mai 1937 trat er der NSDAP bei. 1943 wurde er in Düsseldorf mit der Arbeit Über die Vergesellschaftung der Spaltbildungen des Gesichtes und der Kiefer mit anderen Missbildungen und erblichen Erkrankungen zum dr. med. promoviert, später habilitiert zum Dr. med. dent. Er war Professor und Facharzt für Zahn-, Mund- und Kieferheilkunde.
Gerke leitete die Abteilung für Zahnärztliche Chirurgie an der Westdeutschen Kieferklinik in Düsseldorf. Nach der Emeritierung von August Lindemann im Jahre 1950 übernahm Gerke bis ins Jahr 1953 kommissarisch die Leitung der Kiefer- und Gesichtschirurgie; nach dem Tod von Karl Häupl übernahm er auch kommissarische Leitung der Medizinischen Akademie. Er war später Leiter der Poliklinik.
Er bearbeitete die Bände 6 bis 9 des Leitfaden der Chirurgie und Orthopädie des Mundes und der Kiefer, Herausgeber August Lindemann.

## Ehrungen
- Aufnahme in den Ritterorden vom Heiligen Grab zu Jerusalem (1969)

## Schriften
- Leitfaden der Chirurgie und Orthopädie des Mundes und der Kiefer. Die Anästhesie der Zähne, des Mundes, der Kiefer und des Gesichtes von August Lindemann und Josef Gerke, von Barth 1947
- Leitfaden der Chirurgie und Orthopädie des Mundes und der Kiefer. Die Chirurgie der Mundhöhle, der Kiefer und des Gesichtes von August Lindemann und Josef Gerke, von Barth 1950
- Leitfaden der Chirurgie und Orthopädie des Mundes und der Kiefer. Die Orthopädie der Zähne, der Kiefer und des Gesichtes von August Lindemann und Josef Gerke, von Barth 1952
- Leitfaden der Chirurgie und Orthopädie des Mundes und der Kiefer. Die chirurgische Behandlung der Bewegungsstörungen der Kiefer von August Lindemann und Josef Gerke, von Barth 1953